# Jogos Mundiais de 2001
Os Jogos Mundiais de 2001 foram a sétima edição do evento que reúne esportes reconhecidos pelo Comitê Olímpico Internacional mas que não fazem parte do programa olímpico. Ocorreram em Akita, Japão.

## Quadro de medalhas
País sede destacado.
| Ordem | País           | Medalha de ouro | Medalha de prata | Medalha de bronze |    |  |
| ----- | -------------- | --------------- | ---------------- | ----------------- | -- |  |
| 1     | Rússia         | 24              | 15               | 5                 | 44 |  |
| 2     | Estados Unidos | 15              | 8                | 8                 | 31 |  |
| 3     | França         | 12              | 5                | 6                 | 23 |  |
| 4     | Alemanha       | 10              | 10               | 15                | 35 |  |
| 5     | Austrália      | 10              | 10               | 3                 | 23 |  |
| 6     | Itália         | 9               | 11               | 8                 | 28 |  |
| 7     | Japão          | 9               | 6                | 10                | 25 |  |
| 8     | Espanha        | 5               | 4                | 1                 | 10 |  |
| 9     | Países Baixos  | 4               | 3                | 3                 | 10 |  |
| 10    | Grã-Bretanha   | 3               | 7                | 11                | 21 |  |
| 11    | África do Sul  | 3               | 7                | 4                 | 14 |  |
| 12    | Colômbia       | 3               | 5                | 5                 | 13 |  |
| 13    | Bélgica        | 3               | 4                | 4                 | 11 |  |
| 14    | Taipé Chinesa  | 3               | 3                | 5                 | 11 |  |
| 15    | China          | 2               | 6                | 5                 | 13 |  |
|       |                |                 |                  |                   |    |  |
| 37    | Brasil         |                 | 3                | 1                 | 4  |  |